# قحطانیه، رقه
قحطانیه (به عربی: القحطانیة) یک روستا در سوریه است که در ناحیه مرکزی رقه واقع شده‌است. قحطانیه ۲٬۴۹۰ نفر جمعیت دارد.